# Yoshimura Mieko
Yoshimura Mieko (吉村 美栄子  sinh ngày 18 tháng 5 năm 1951) là chính khách người Nhật Bản. Hiện tại, bà đang giữ chức vụ làm thống đốc tỉnh Yamagata kể từ ngày 14 tháng 2 năm 2009.